# Rubinbegy
A rubinbegy vagy kalliope (Calliope calliope) a madarak (Aves) osztályának verébalakúak (Passeriformes) rendjébe, ezen belül a légykapófélék (Muscicapidae) családjába tartozó faj.

## Rendszertani besorolása
2003-ban, Edward C. Dickinson brit ornitológus azt állította, hogy a Luscinia madárnem nem monofiletikus csoport, azaz nem egy közös rendszertani őstől származó élőlények összességét alkotó nemről van szó. A múltévtizedben egy hatalmas méretű, DNS és molekuláris vizsgálatokból álló nemzetközi kutatás történt a madárrendszerezés terén. Az eredmények egy részét 2010-ben is kiadták; ebből pedig megtudtuk, hogy Dickinsonnak igaza volt. A kutatás eredményeként egyes madarakat átsoroltak, átrendszereztek. Ez történt a Luscinia nemmel is; belőle négy fajt áthelyeztek a Larvivora és másik négyet a Calliope madárnembe; ez utóbbiba tartozik a rubinbegy is, melyet a mostani jól meghatározott kládban - melyben egyetlen közös őstől való valamennyi leszármazottja tartozik - típusfajnak neveztek ki.

## Előfordulása
A rubinbegy vonulómadárfaj, mely a nyarat, azaz a költési időszakot Szibéria fenyveseiben tölti. Télire lehúzódik Indiába, Thaiföldre és Indonéziába. Nyugat-Európában igen ritka vendég, az Egyesült Királyságba csak néhányszor jutott el. Az Aleut-szigetekre is nagyon ritkán jut el, de amikor mégis ide repül, főleg az Attu-szigetet választja.

## Alfajai
- Calliope calliope calliope (Pallas, 1776) - Szibéria, Mongólia északi része, Északkelet-Kína és Észak-Korea
- Calliope calliope camtschatkensis (Gmelin, 1789) - Kamcsatka, Szahalin, a Kuril-szigetek és Japán északi része
- Calliope calliope beicki (Meise, 1937) - Közép-Kína északi része

## Megjelenése
Valamivel nagyobb, mint a vörösbegy (Erithacus rubecula). A háti része barna színű; a farktollaiban fekete, míg testoldalain vörös foltok láthatók. A szemei és a csőre között fekete sáv van, ezt felül is és alul is fehér sávok veszik közre. A hím torka élénk vörös, ezt előbb egy vékony fekete, utána pedig egy vastagabb fehér sáv szegélyezi. A tojónál hiányzanak ezek a színes tollak. A hím éneke hasonlít a kerti poszátáéhoz (Sylvia borin), azonban erősebb és érdesebb annál.

## Képek

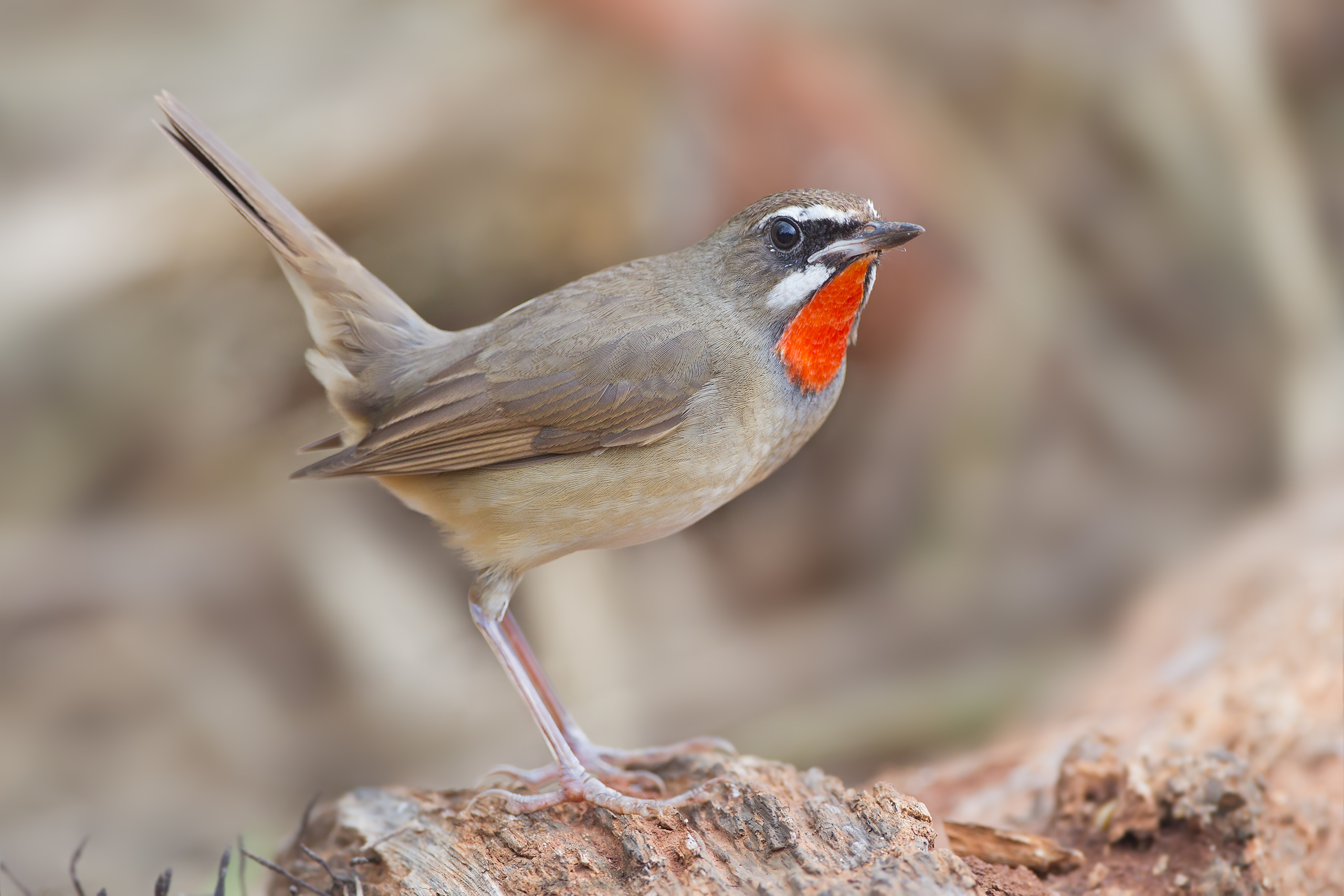
Hímek
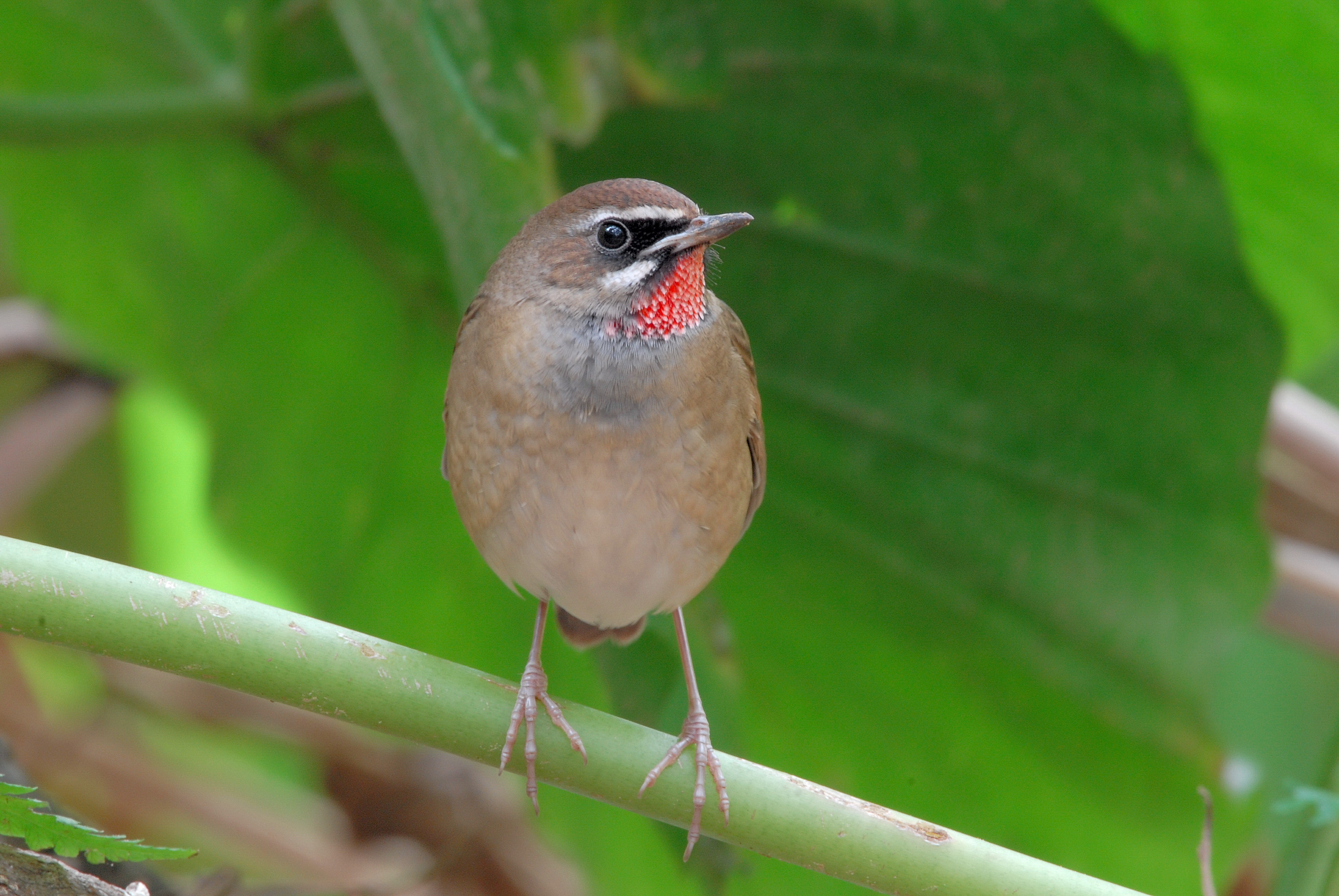
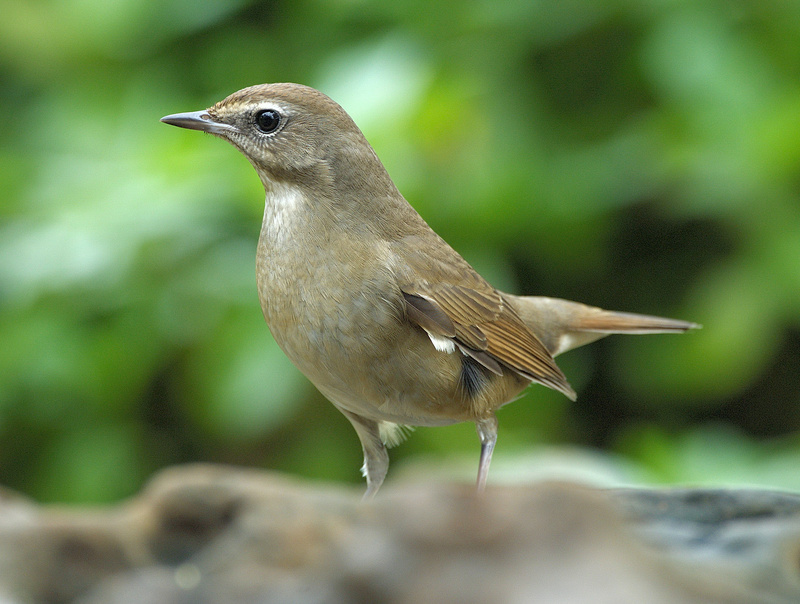
Tojók
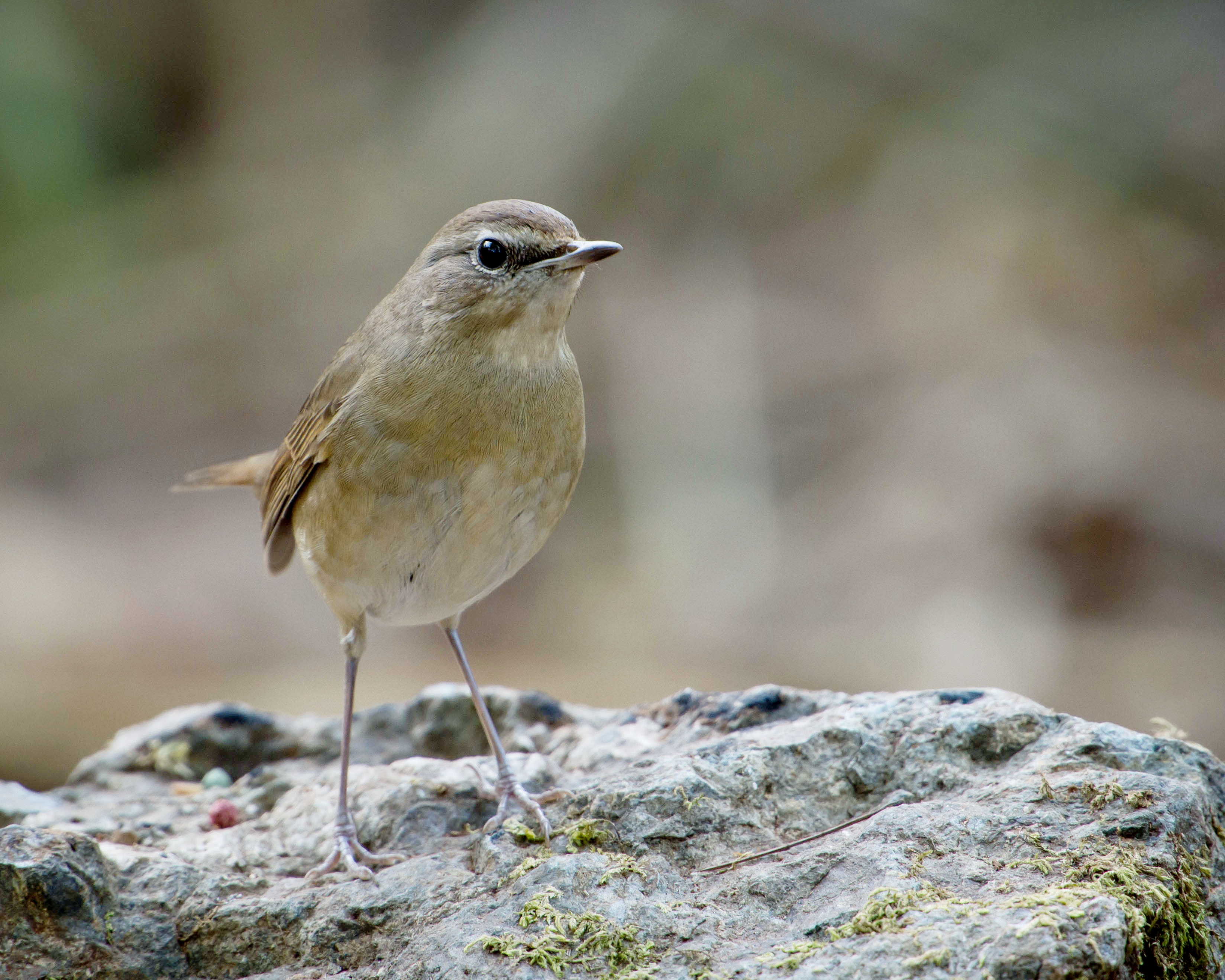

## Fordítás
- Ez a szócikk részben vagy egészben  a   Siberian rubythroat című angol Wikipédia-szócikk ezen változatának fordításán alapul.  Az eredeti cikk szerkesztőit annak laptörténete sorolja fel. Ez a jelzés csupán a megfogalmazás eredetét és a szerzői jogokat jelzi, nem szolgál a cikkben szereplő információk forrásmegjelöléseként.